# 다비트 고베지슈빌리
다비트 니콜로지스 제 고베지슈빌리(조지아어: დავით ნიკოლოზის ძე გობეჯიშვილი, 러시아어: Дави́д Николаеви́ч Гобеджишви́ли 다비트 니콜라예비치 고베지시빌리[*], 1963년 1월 3일~)는 소련과 조지아의 레슬링 선수, 체육행정인이다. 1988년 하계 올림픽에서 자유형 슈퍼헤비급 금메달, 1992년 하계 올림픽에서 슈퍼헤비급 동메달을 획득했다. 은퇴 후에는 조지아 레슬링 연맹 회장, 조지아 국가 올림픽 위원회 부회장을 지냈다.